# 藤井隆 (生物学者)
藤井 隆（ふじい たかし、1909年8月4日 - 2000年2月25日）は、日本の生物学者。静岡県出身。東京大学名誉教授。理学博士。

## 経歴
1934年（昭和9年）、東京帝国大学理学部動物学科卒業（理学博士）。
1951年（昭和26年）、東京大学理学部教授に就任。
1955年（昭和30年）には皇居に招かれて生物学に関する合同進講に出席。「発生化学 細胞分裂の化学」と題する進講を行った。
後に東京大学理学部の学部長となるが、1968年（昭和43年）から始まる東大紛争の期間にも学部長を務めあげた。1970年（昭和40年）定年退官、名誉教授となる。同年、静岡大学理学部教授。
1979年（昭和54年）、勲二等旭日重光章。1956年（昭和31年）『生物学序説』で毎日出版文化賞受賞。
他に癌研究所顧問、日本文化会議理事長、科学技術会議議員を務めた。

## 著書
- 『生体組織の形成』青山書院 1948
- 『動物細胞の増殖と分化』河出書房 1948
- 『生物の生殖と発生』大日本図書 1951
- 『生物学序説』岩波書店 1965
- 『現代生物学 生物とその環境』筑摩書房 (筑摩総合大学)　1971

### 共編
- 『細胞分裂』編 岩波書店 1956 (科学文献抄 ; 第30)
- 『細胞生物学』中原和郎,三浦義彰共編 朝倉書店 1967